# افرای تبت
افرای تبت (نام علمی: Acer tibetense) نام یک گونه از سرده افرا است.